# Tu seras à mes pieds (Poor rotten baby)
 
Tu seras à mes pieds (Poor rotten baby) est le troisième album studio de la chanteuse Emmanuelle Mottaz.

## Historique
Cet opus est sorti en avril 1989 chez AB Disques/Polygram sous le label Stiger Records. Il est également distribué en Asie et au Canada.

Il contient le titre Tu seras à mes pieds dont le clip fut réalisé par Emmanuelle.

Pour la première fois, la chanteuse participe activement à l'écriture de plusieurs textes.

Avec cet album, elle monte sur scène en première partie des concerts de Dorothée en Chine en mai 1990.

## Liste des chansons
1. Tu seras à mes pieds
2. A L.A
3. A te regarder dormir
4. Les garçons à moto
5. Parce que c'est toi
6. Je voudrais être noire
7. Un jour ou l'autre
8. Ceux qu'on n'aime plus
9. A petit pas

## Singles
- Avril 1989 : Tu seras à mes pieds
- Septembre 1989 : Parce que c'est toi

## Crédits
- Paroles : Emmanuelle Mottaz / Fitzgerald Artman (Jean-François Porry)
- Musiques : Jean-François Porry / Mel Dickopson (Gérard Salesses)